# Hunt-Wilke Farm
Pour les articles homonymes, voir Hunt et Wilke.
La Hunt-Wilke Farm est une ferme américaine du comté de Summit, dans l'Ohio. Inscrite au Registre national des lieux historiques depuis le 12 mars 1993, elle est protégée au sein du parc national de Cuyahoga Valley depuis la création de ce dernier en 2000. Elle accueille l'un des offices de tourisme de cette aire protégée, le Hunt House Visitor Information Center, opéré par le National Park Service.